# Боенко, Дмитрий Петрович
Дмитрий Петрович Боенко (1918—1943) — капитан Рабоче-крестьянской Красной Армии, участник Великой Отечественной войны, Герой Советского Союза (1944).

## Биография
Дмитрий Боенко родился в 1918 году в селе Комаровка (ныне — Кореневский район Курской области) в крестьянской семье. После окончания педагогического училища работал учителем. В 1939 году был призван на службу в Рабоче-крестьянскую Красную Армию. В 1941 году окончил Бакинское военное пехотное училище в Баку и направлен на фронт Великой Отечественной войны. К сентябрю 1943 года капитан Дмитрий Боенко был старшим помощником начальника разведотдела штаба 23-го стрелкового корпуса 47-й армии Воронежского фронта. Отличился во время битвы за Днепр.
В ночь с 24 на 25 сентября 1943 года Боенко вместе с группой бойцов форсировал Днепр в районе дачи Тальберга, выше города Канева Черкасской области Украинской ССР. Провёл разведку сил противника и его системы огня и успешно доставил полученные сведения командованию, что способствовало быстрому форсированию Днепра корпусными подразделениями. Уже будучи на плацдарме на западном берегу, Боенко неоднократно ходил в разведку. 20 октября 1943 года, когда Боенко корректировал огонь советской артиллерии, он был обнаружен противником и обстрелян, в результате чего погиб. Похоронен в Каневе.
Указом Президиума Верховного Совета СССР от 3 июня 1944 года за «образцовое выполнение боевых заданий командования на фронте борьбы с немецко-фашистскими захватчиками и проявленные при этом мужество и героизм» капитан Дмитрий Боенко посмертно был удостоен высокого звания Героя Советского Союза. Также был награждён орденом Ленина. В честь Боенко названа улица в Каневе.